# Saundersiops pachecoi
Saundersiops pachecoi là một loài ruồi trong họ Tachinidae.